# Titi et le Tour du monde en 80 chats
Pour plus de détails, voir Fiche technique et Distribution.
Titi et le Tour du monde en 80 chats (Tweety's High-Flying Adventure) est un film d'animation américain sorti  directement en vidéo le 12 septembre 2000 aux États-Unis. Il s'agit du premier direct-to-video Looney Tunes avant Le Noël des Looney Tunes en 2006 et Looney Tunes : Cours, lapin, cours en 2015. Réalisé par Jeff Siergey, Titi et le Tour du monde en 80 chats fait référence à l'œuvre de Jules Verne : Le Tour du monde en 80 jours.

## Synopsis
Mémé fait un pari avec un petit monsieur. Elle envoie son cher canari Titi aux quatre coins du monde en prélevant les différentes empreintes de chats comme preuve d'avoir réussi l'exploit. 

## Distribution

### Voix originales américaines
- Joe Alaskey : Bugs Bunny, Sylvestre, Titi, Daffy Duck, Colonel Rifmire, Marvin le Martien, Hennery le faucon, Pépé le Putois
- June Foray : Mémé
- T'Keyah Crystal Keymah : Aoogah
- Jeff Bennett : Charlie le Coq, Chat Casino
- Jim Cummings : Taz, Cool Cat, Sam le Pirate, Mugsy, Le Voleur
- Rob Paulsen : Chat Casino, Sphinx, Capitaine du Navire
- Tress MacNeille : Miss Prissy, Travailleur de L'avion , Reine, Pénélope
- Frank Welker : Hector, Rocky, Hugo le Bonhomme de Neige
- Stan Freberg : Pete Puma
- Kath Soucie : Lola Bunny
- Steven Bernstein : voix additionnelles
- Julie Bernstein : voix additionnelles
- Pat Musick : voix additionnelles

### Voix françaises
- Patricia Legrand : Titi / Hennery le faucon
- Patrick Préjean : Sylvestre / Sam le Pirate
- Barbara Tissier : Mémé / Aoogah
- Gérard Surugue : Bugs Bunny
- Patrick Guillemin : Daffy Duck / Taz
- Odile Schmitt : Lola Bunny
- Jean-Loup Horwitz : Marvin le Martien
- Benoît Allemane : Charlie le Coq
- François Carreras : Pépé le putois
- Pascal Renwick : Colonel Rimfire